# テレージエンシュタット

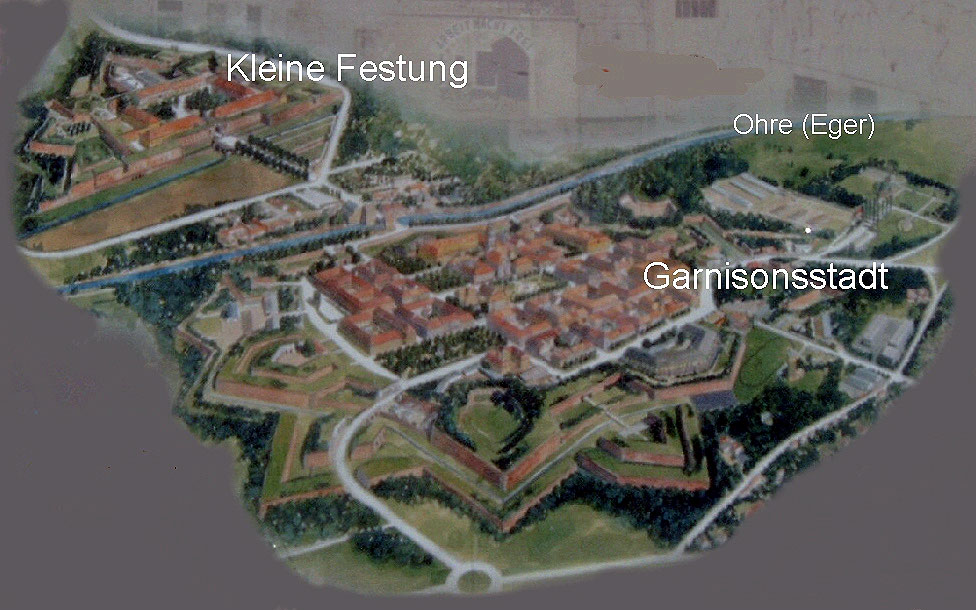
ゲシュタポ刑務所があった「小要塞」(Kleine Festung) とゲットーがあった「大要塞」(Garnisonsstadt)

テレージエンシュタットでは、第二次世界大戦中にナチス・ドイツがベーメン・メーレン保護領（チェコ）北部のテレージエンシュタット（チェコ名テレジーン）に置いていたユダヤ人ゲットーとゲシュタポ刑務所について記述する。テレージエンシュタットは、エーガー川を挟んで「大要塞」と「小要塞」と呼ばれる二つの地区からなっており、ゲットーは大要塞、ゲシュタポ刑務所は小要塞の方に置かれていた。
1941年11月24日から1945年4月20日までの間、総計14万人以上のユダヤ人がテレージエンシュタットのゲットー（大要塞）に連れてこられた。そのうち3万3000人以上がここで死亡し、8万8000人はここからさらに別の場所へ移送されている。ゲットーというより通過収容所の側面が強かった。

## 「大要塞」のゲットー

### 歴史

#### 設立
1941年10月、ベーメン・メーレン保護領副総督にして国家保安本部長官であるラインハルト・ハイドリヒ親衛隊大将は、保護領副総督就任記者会見において、年末までに保護領を「ユーデンライン」（ユダヤ人が存在しない地）にすると宣言した。
ハイドリヒは、1941年11月26日から12月3日にかけてプラハとブルノで暮らしていたユダヤ人5,000人をウッチ・ゲットーへ追放させた。しかしウッチの行政当局からはこれ以上のユダヤ人の受け入れを拒否されたため、保護領ユダヤ人を一時的に収容する中継収容所が必要となり、プラハ北方56キロのところにある小さな要塞都市テレージエンシュタット（テレジーン）をゲットーにすることとした。
テレージエンシュタットで暮らしていたチェコ人はすべて疎開させ、その跡地にユダヤ人が次々と送られてきた。1942年2月に公式にテレージエンシュタット・ゲットーの設置が発表された。ゲットーはテレージエンシュタットの「大要塞」（ドイツ語：Garnisonsstadt（直訳すると駐屯地都市））と呼ばれる地区に設置されていた。エーガー川を挟んで隣接した「小要塞」（チェコ語：Mala pevnost 、ドイツ語：Kleine Festung）と呼ばれる地区にはゲシュタポ本部管轄の刑務所が置かれていた。これはゲットーとは無関係に存在していた。小要塞の刑務所については後述する。
テレージエンシュタット・ゲットーに送られてくるユダヤ人には主に二種類あった。ドイツから送られた「特権的ドイツ系ユダヤ人」と保護領在住のユダヤ人である。

#### ドイツからの特権ユダヤ人
ハイドリヒはテレージエンシュタットに「特権的ドイツ系ユダヤ人」を移住させていった。「特権的ドイツ系ユダヤ人」とは、ドイツ系ユダヤ人のうち、ゲットーで安住することを許された者たちである。たとえばユダヤ人組織の役員、名士、第一次世界大戦でドイツ軍やオーストリア軍に従軍して勲章を受けたか負傷をした者、非ユダヤ人と結婚している者、65歳以上の者などである。特に老人が多く、このためにテレージエンシュタットは「老人ゲットー (Altersghetto)」の異名があった。
ドイツからテレージエンシュタットに送られてくるユダヤ人たちの間にも、自分たちはテレージエンシュタットで特別扱いを受けられるという幻想があった。しかし実際のテレージエンシュタットは古い兵舎、栄養不良、劣悪な衛生状態にあり、到着した者のうち特に老人はここの環境を耐え抜けず、次々と死亡した。ドイツから移送されてきたユダヤ人の死亡率は特に1942年はひどく、移送された者のうち半数が死んでいる。しかしその後死亡率は低下していった。彼らは保護領ユダヤ人と違って原則として移送を受けなかったが、戦争後期には区別されなくなり、彼らも容赦なくアウシュヴィッツ強制収容所へと移送されていった。
ドイツからテレージエンシュタットに送り込まれたユダヤ人の総計は4万2800人、オーストリアから送り込まれたユダヤ人は1万5000人である。

#### 保護領ユダヤ人
テレージエンシュタットの収容者で最も多いのは保護領のユダヤ人であった（最終的に総計7万3600人ほど）。ハイドリヒは副総督就任の記者会見の際に保護領のユダヤ人を一掃することを宣言しており、その発言通り、保護領のユダヤ人たちはテレージエンシュタットを経由してアインザッツグルッペンの処刑場や絶滅収容所へと移送されていった。テレージエンシュタットは保護領ユダヤ人の移送のための中継収容所の役割も果たしていたのである。
保護領ユダヤ人の他にオランダ・ユダヤ人5000人弱、スロヴァキア・ユダヤ人1500人弱、ハンガリー・ユダヤ人1100人以上、デンマーク・ユダヤ人500人弱などもテレージエンシュタットに送り込まれている。
移送先は1942年9月まではリガ、トレブリンカ強制収容所、ミンスク、ソビボル強制収容所、マイダネク強制収容所、イズビツァ、ザモシチなどが多かったが、1942年10月以降はアウシュヴィッツ強制収容所への移送に一本化された。

#### テレージエンシュタットの公開

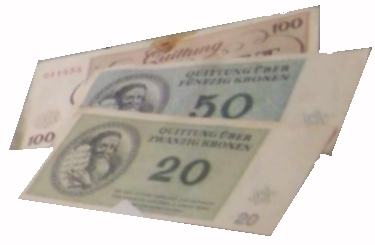
テレージエンシュタット・ゲットーの紙幣

1944年6月23日、テレージエンシュタットがデンマーク赤十字社と国際赤十字社に公開された。ドイツはこれに合わせてテレージエンシュタットの美化を開始した。ゲットーの名前を廃して「ユダヤ人入植地」と変更した。バラックが新築され、家が塗りなおされ、庭園も造られた。銀行や喫茶店、コンサートホール、遊び場も作られた。モーゼやユダヤ人長老ヤーコプ・エーデルシュタイン (de:Jakob Edelstein) の肖像画が入った紙幣が製造された。過密を減少させるため、1944年5月16日と18日に7503人がアウシュヴィッツ強制収容所へ移送された。赤十字社査察官の到着日当日には広場でサッカーの試合が行われ、公民館で子供たちのオペラも開催され、赤十字社を騙した。
さらに1944年8月から9月にかけてドイツはテレージエンシュタットで記録映画の撮影を行っている。しかしこれは結局、未完のままで終わった。

#### 末路
1944年9月から10月にかけてテレージエンシュタットに残るユダヤ人たちが大量にアウシュヴィッツ強制収容所へ移送させられた。特に1944年10月の移送は1万8000人に及んだ。この移送の波が去った後、テレージエンシュタットには1万1000人のユダヤ人が残るのみとなった。
1945年4月の各地の収容所の撤収移送で再びテレージエンシュタットに向けて大量のユダヤ人が送りこまれてきた。1945年5月1日にドイツはテレージエンシュタットを赤十字社に委ねた。5月8日にソ連軍が同地に到着してテレージエンシュタットを解放した。この時テレージエンシュタットにいたユダヤ人は1万7000人ほどだった。
その後、テレージエンシュタットはパルチザンや収容者が復讐で捕えたドイツ人の収容所として使用された。

### ゲットーの運営
テレージエンシュタットの運営は「プラハ・ユダヤ人国外移住本部」を管轄下に収める国家保安本部ゲシュタポ局ユダヤ人課課長アドルフ・アイヒマン親衛隊中佐にほぼ一任されていた。テレージエンシュタットの司令官はみなオーストリア出身でアイヒマンの部下たちだった。しかしその親衛隊司令部はかなり小規模であり、テレージエンシュタットの警備はチェコ人地方警察によって行われていた。
テレージエンシュタットは他のナチスのゲットーと同様にユダヤ人長老評議会が置かれ、ユダヤ人の「自治」を装っていた。親衛隊の司令官がユダヤ人の中からユダヤ人長老を任じて直接の運営にあたらせていた。ユダヤ人長老たちは定期的に親衛隊の司令部に赴き、報告したり、命令を受けたりしていた。はじめチェコ・ユダヤ人ヤーコプ・エーデルシュタインが長老をしていたが、1943年1月にアイヒマンの希望によりベルリンから送られてきたドイツ・ユダヤ人パウル・エプシュタインに変更された。しかし用が済んだ後、エプシュタイン達ユダヤ人代表団は銃殺されている。
司令官
- 親衛隊大尉ジークフリート・ザイドル博士（1941年12月-1943年6月）
- 親衛隊大尉アントン・ブルガー（1943年7月-1944年2月）
- 親衛隊大尉カール・ラーム（1944年2月-1945年5月）

ユダヤ人長老
- ヤーコプ・エーデルシュタイン（1941年12月-1943年1月）
- パウル・エプシュタイン博士（1943年1月-1944年9月）

## 「小要塞」のゲシュタポ刑務所

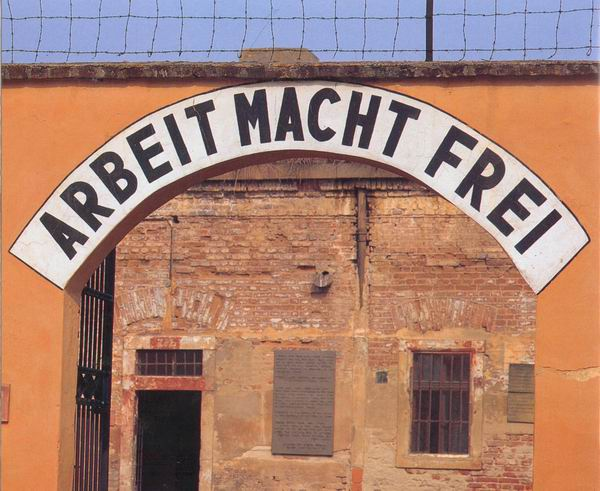
「小要塞」のゲシュタポ刑務所の門に掲げられた"Arbeit macht frei"（働けば自由になれる）の文字

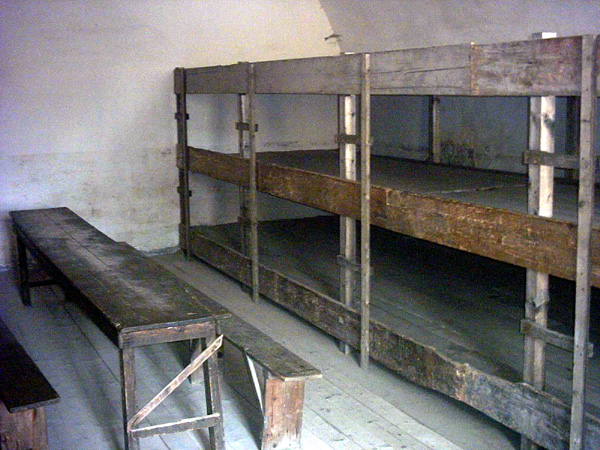
「小要塞」の内部

「小要塞」（チェコ語：Mala pevnost、ドイツ語：Kleine Festung）は、エーガー川左側にある要塞の一部である。1940年初めからゲシュタポはここを刑務所として使用していた（ベーメン・メーレン保護領最大の刑務所の一つだった）。川の右側の「大要塞」（ドイツ語：Garnisonsstadt）の方にあったユダヤ人・ゲットーとは分離されており、全く無関係に存在した。32,000人の人々がここに投獄され、大抵の場合その後強制収容所へ移送された。2,600人ほどの人がここで処刑・餓死・病死などにより死去した。15,000人の子供がここに送られてきていたが、そのうち1,100人ほどが戦後まで生存した可能性がある。アントン・マロートは「小要塞」の悪名高い看守だった。彼は55年間逃亡した後、2001年に最低100人の囚人をリンチ殺害したとされ、終身刑判決を受けた。
「小要塞」は捕虜収容所から脱走を図った戦争捕虜に対する刑務所としても使用された。戦後、長年にわたってオーストラリア政府とニュージーランド政府は彼らの軍人がテレージエンシュタットに送られていたことを認めていなかった。しかしオーストラリアのボブ・ホーク首相は1987年になって調査委員会を設置し、ここに収容されたと思われる古参兵に対して補償を行うことを命じた。オーストラリアのジャーナリストのパウル・リア (Paul Rea) は、1985年に作成したフィルム「Where Death Wears a Smile」でテレージエンシュタットでたくさんの連合軍兵士が殺されていたというセンセーショナルな申し立てを行った。これに対しては古参兵アレクサンダー・マクレルランド (Alexander McClelland) が著書「The Answer - Justice」の中で反論していた